# 草村ケイ
草村 ケイ（くさむら けい）は、日本の女性声優。主にアダルトゲームに声をあてている。

## 出演
太字はメインキャラクター。

### アダルトゲーム

#### 2006年
- ふぁみ☆すぴ!! 〜FamiliarSpirits!!〜（道子）
- フォセット - Cafe au Le Ciel Bleu -（星野奈津江）

#### 2007年
- お嬢様をいいなりにするゲーム
- SHOGUN8－ショーグンエイト－
- ロンド・リーフレット（アリサ）

#### 2008年
- AliveZ
- 殻ノ少女（桂木素子、水原未央）
- 残暑お見舞い申し上げます。 〜君と過ごしたあの日と今と〜
- 魔都拳侠傳 マスクド上海（川島芳子[1]）

#### 2009年
- 水スペ 川野口ノブ探検隊〜これが秘境だ!人跡未踏!立ちふさがる商店街!八鏡大学に隠された地球最大の謎を追え!!〜（西村ハル子）
- 白光のヴァルーシア〜What a beautiful hopes〜（カイ）
- 乱れて交わる俺と姫〜姫と執事と歌姫とその他大勢と〜（サライ・フィング）

#### 2010年
- げきたま! 〜青陵学園演劇部〜（朝日奈幾巳、由理奈の母）
- はぴ☆さま! 〜宮乃森村へようこそ!〜（梅原サチエ）

#### 2011年
- つばさの丘の姫王 A red and blue moon -finite loop-（コーネリア、サベラ、ウェンディーネ、町の女、おばあちゃん）

#### 2013年
- 虚ノ少女（祠草理緒子、二見良絵）
- フレラバ 〜Friend to Lover〜
- Magical Marriage Lunatics!!（メフィスト）

#### 2016年
- 廻るセカイで永遠なるチカイを！（岩鞍 やそえ）

### 配信アニメ
- お見合い相手は教え子、強気な、問題児。 完全版（2017年、菜乃の母）